# Thái tử phi
Thái tử phi (chữ Hán: 太子妃), là một danh hiệu dành cho chính thê của Thái tử. Danh hiệu này thường được hiểu là hôn phối của Hoàng thái tử, còn gọi đầy đủ là Hoàng thái tử phi (皇太子妃).
Ngoài ra, do ảnh hưởng cách gọi của Thái tử, danh vị Thái tử phi còn có các biệt xưng như Đông Cung phi (東宮妃) hay Xuân Cung phi (春宮妃). Đồng thời do là vợ của Trữ quân, một Thái tử phi cũng được gọi là Trữ phi (储妃).

## Khái quát
Nguyên bản 「Phi; 妃」 chính là chỉ đến vợ của các vị Vua thời viễn cổ. Từ đời nhà Thương và nhà Chu thì 「"Thiên tử chi Phi viết Hậu"; 天子之妃曰后」, do đó từ Phi dần không còn được nhắc đến như một tước hiệu nữa, mà gần như thành một danh từ.
Thời kì Tiên Tần, vào thời nhà Chu, vua lập con trai làm Trữ quân, gọi là Vương thái tử, tuy nhiên khi này chưa rõ danh xưng dành cho hôn phối của Vương thái tử. Mãi đến thời nhà Hán, Hoàng thái tử phi (皇太子妃) là danh xưng ấn định cho hôn phối của Hoàng thái tử, còn hôn phối của các Chư hầu Vương thái tử được gọi là Vương thái tử phi (王太子妃). Tính từ khi thống nhất Trung Quốc, Hán Huệ Đế Lưu Doanh được ghi nhận có một nguyên phối trước Hiếu Huệ Trương Hoàng hậu, vị này là Hoàng thái tử phi đầu tiên trong lịch sử Trung Quốc và toàn Đông Á. Do sử sách tương đối mơ hồ trong những đời đầu của hoàng đế Trung Quốc nên các nguyên phối qua đời trước khi hoàng đế đăng cơ đều không được ghi rõ tư liệu. Hiếu Cảnh Bạc Hoàng hậu của Hán Cảnh Đế Lưu Khải trải qua thân phận Hoàng thái tử phi và thuận lợi đăng cơ Hoàng hậu, trở thành Hoàng thái tử phi đầu tiên được ghi nhận một cách đầy đủ. Tuy vậy, dưới thời Hàn vẫn có một vài chính thất của Thái tử không được tôn Thái tử phi như Sử lương đệ của Lệ thái tử Lưu Cứ; Hiếu Nguyên Vương Hoàng hậu của Hán Nguyên Đế Lưu Thích được gả cho ông khi còn là Thái tử, thậm chí con trai bà được ông nội là Hán Tuyên Đế Lưu Tuân gọi "Thái tôn" (tức "cháu trai sẽ kế vị của Hoàng đế") nhưng sử sách vẫn chỉ ghi bà là Vương phi.
Sang thời nhà Minh, các Hoàng đế thời kỳ đầu có Trữ quân là Hoàng thái tôn nên hôn phối của Thái tôn có danh xưng là Hoàng thái tôn phi (皇太孙妃). Đến thời nhà Thanh, Dận Nhưng là trường hợp duy nhất được vua cha Khang Hi Đế công khai ngôi vị Hoàng thái tử suốt nhiều năm, vì thế Qua Nhĩ Giai thị, chính thất của ông trở thành Hoàng thái tử phi duy nhất được hạ chiếu sách lập. Tuy nhiên bà không phải Thái tử phi cuối cùng của Trung Quốc, do Hiếu Thục Duệ Hoàng hậu của Gia Khánh Đế được Càn Long Thái thượng hoàng đề cập trong sách văn phong "Hoàng thái tử phi Hỉ Tháp Lạp thị...". Về cơ bản, Hiếu Thục Duệ Hoàng hậu là vị Thái tử phi cuối cùng của Trung Quốc, dù bà không nhận chiếu lập chính thức như Qua Nhĩ Giai thị mà giữ danh xưng thời gian ngắn trước khi trở thành Hoàng hậu.
Tại các quốc gia ảnh hưởng Trung Quốc là Việt Nam, Hàn Quốc cùng Nhật Bản thì danh hiệu "Hoàng thái tử phi" vẫn dùng dành cho Chính thất của các Hoàng thái tử. Tại Việt Nam, Đại Việt sử ký toàn thư có nhắc đến chủ yếu vào thời kỳ nhà Trần, các triều đại trước đó như nhà Lý hoặc sau đó như nhà Hậu Lê cùng nhà Nguyễn thì đều không thấy cụ thể tỉ mỉ, bên cạnh là thất thoát tư liệu, thì triều Lê-Nguyễn đều không có chính sách thụ tước chặt chẽ cho Thê thiếp của thành viên Hoàng thất, do vậy ghi chép lại rất khái lược. Hoàng thái tử triều Nguyễn là Nguyễn Phúc Cảnh có một Cơ thiếp là Tống Thị Quyên - sinh mẫu của Nguyễn Phúc Mỹ Đường, không rõ là địa vị như thế nào, nhưng sách sử triều Nguyễn chưa từng đề cập danh xưng "Thái tử phi" khi nói về bà.
Tại Hàn Quốc từ thời Tam Quốc Triều Tiên đến nhà Cao Ly, quốc chủ xưng Vương, lập Trữ quân là "Vương thái tử" nên nguyên phối là "Vương thái tử phi", thời kì giữa thì đổi thành Vương thế tử, do vậy có Vương thế tử phi (王世子妃). Sang thời kỳ nhà Triều Tiên, vua xưng Vương, nên Trữ quân là Vương thế tử và nguyên phối là Thế tử tần. Vào thời Triều Tiên Cao Tông, do sự bảo hộ của Nhật Bản mà thành lập Đế quốc Đại Hàn, nên danh vị mới đổi cho phù hợp. Thuần Trinh Hiếu Hoàng hậu là vị Hoàng thái tử phi đầu tiên, còn Lý Phương Tử là Hoàng thái tử phi cuối cùng trong lịch sử Hàn Quốc. Còn ở Nhật Bản vào thời Edo, Thái tử phi thường được gọi là Đông Cung Ngự tức sở (東宮御息所), phải từ thời Minh Trị vì sau mới trở lại thành Hoàng thái tử phi (こうたいしひKōtaishi-hi). Do Nhật Bản là Đế quốc duy nhất còn tồn tại ngày nay, nên vị Thái tử phi đương nhiệm của Nhật Bản, Hoàng Thái tử phi Masako là vị Hoàng thái tử phi duy nhất còn tồn tại trên thế giới.

## Vai trò

### Địa vị
Thái tử phi là người tương lai sẽ trở thành Hoàng hậu, nên cũng như Hoàng thái tử, vị trí Thái tử phi đều được các Hoàng đế đích thân tuyển định và lựa chọn. Đây là một sự kiện trọng đại của hoàng gia, không hề kém đại hôn lập Hoàng hậu của Hoàng đế. Do là Hoàng hậu tương lai, Thái tử phi chắc chắn phải chịu qua một quá trình lựa chọn cẩn thận của hoàng gia, bị đòi hỏi cả về thân phận cũng như đức độ rất cao. Như quy chế tuyển chọn Thái tử phi của Hoàng gia Nhật Bản, phải là người Nhật thuần túy, ngoài ra còn cần có trình độ nhất định vì sẽ tiếp xúc truyền thông và ngoại giao. Đương kim Thái thượng Hoàng hậu Michiko đã phải trải qua một quá trình rất gắt gao mới có thể trở thành Thái tử phi.
Từ thời nhà Chu đến thời nhà Minh, Thái tử phi cũng như Hoàng thái tử, đều liệt về "Siêu phẩm", không xét vị trí mà phân định, do đó địa vị của các Thái tử phi luôn là ở trên tất cả các địa vị khác, bao gồm cả phi tần. Chỉ duy có Hoàng hậu là ở trên được Thái tử phi, do đó có thể nói là cực kỳ tôn quý. Ngoại trừ Hoàng hậu, Thái tử phi cũng là nữ quyến duy nhất được phép sử dụng kính xưng Điện hạ, vốn chỉ dành cho Đế-Hậu hoặc các thân phận gần tương tự. Khi triều Minh thành lập, Thái tử phi, rồi ["Thái tôn phi"], đều là chính thất của Trữ quân, do đó có vai trò chỉ sau Hoàng hậu, trong các đại lễ thì họ đều ở dưới Hoàng hậu.
Một điều đặc biệt là Thái tử phi cùng Thái tử đều ở bậc chỉ sau Đế-Hậu, do đó trừ phi là được dùng lễ nghi Hoàng hậu như Võ Huệ phi và Dương Quý phi, thì địa vị của một Thái tử phi luôn là ở trên tất cả phi tần trong các triều đại. Điều này còn chứng minh qua trường hợp của hai người:
1. Quý phi Trần Diệu Đăng, sủng phi của Tống Minh Đế Lưu Úc, khi ["Thái Tông (ám chỉ Minh Đế) kế vị, bái làm Quý phi, lễ nghi cùng cấp với Hoàng thái tử phi"; 太宗即位，拜貴妃，禮秩同皇太子妃][4], có thể thấy chỉ khi được bái Quý phi, lại còn là sinh mẫu của Thái tử, Trần thị mới có tư cách sử dụng nghi lễ như Thái tử phi.
2. Quý tần Đinh Lệnh Quang, phi tần của Lương Vũ Đế Tiêu Diễn, khi con trai bà là Tiêu Thống trở thành Hoàng thái tử, bách quan đều tâu xin dùng lễ nghi Thái tử đối đãi bà cho thêm phần long trọng, hơn nữa còn nói rõ: ["Trữ phi (cách gọi khác của Thái tử phi) nguyên là tác phối của Thái tử, đứng đầu phép tắc điển thịnh, nếu do vậy mà con dâu vượt qua mẹ chồng, thì đều thương tổn lý lẽ nền nếp. Do đó xin luận về điển chương cho Quý tần, đều nên án theo Thái tử không sai biệt"; 且储妃作配，率由盛则，以妇逾姑，弥乖从序，谓贵嫔典章，一与太子不异。]. Điều này minh chứng địa vị Phi tần bình thường so với Thái tử phi cũng đều kém[5][6].

Khi Thái tử kế nhiệm, Thái tử phi với trị ví chính thất sẽ trở thành Hoàng hậu, đó là thông lệ, tuy nhiên không phải lúc nào cũng xảy ra. Vì nếu Thái tử phi không được sủng ái hay thậm chí bị tội, thì vẫn có thể chỉ được phong làm bậc Phi, như Thái tử phi Quách thị của Đường Hiến Tông Lý Thuần chỉ được phong làm Quý phi. Nếu Thái tử mất sớm, nhưng đứa con của Hoàng thái tử và Thái tử phi lên ngôi Hoàng đế thì Thái tử phi có thể được tôn làm Hoàng thái hậu hoặc Hoàng thái phi.

### Đối đãi
Vì vị trí của Thái tử phi là "Hoàng hậu tương lai", nên về quy chế mũ áo cùng địa vị của Thái tử phi trong hoàng gia đều tương đồng rất nhiều với Hoàng hậu. Như thời nhà Đường, Thái tử phi đã dùng "Địch y" (翟衣) - lễ phục cao quý nhất của mệnh phụ thời cổ đại. Điểm khác biệt giữa Thái tử phi và Hoàng hậu nằm ở quy chế áo quần, trang phục của Thái tử phi đều giảm hơn một bậc so với Hoàng hậu, như Lễ phục Địch y gọi là "Du địch" (揄翟), mũ mão cũng sẽ giảm, nhưng xét ra so với phi tần cũng là cao quý hơn rất nhiều. Sang thời nhà Minh, quy chế mũ áo của Thái tử phi rõ ràng và cụ thể hơn, dùng "Địch y" màu xanh có 9 hàng hoa văn chim trĩ, đội mũ "Cửu địch Tứ phượng quan" (九翬四鳳冠), so với Hoàng hậu là tương đồng.
Thời nhà Thanh, Hoàng thái tử và Hoàng thái tử phi có đãi ngộ tương đối cao hơn so với nhiều phi tần, nên địa vị vẫn có siêu việt. Trước thời Càn Long, Hoàng thái tử là người duy nhất sau Đế-Hậu có thể sử dụng màu vàng, nhưng từ khi chế định nâng cao cho Quý phi cùng Hoàng quý phi có thể dùng màu vàng, thì địa vị Thái tử cùng Thái tử phi cơ bản đã hạ một chút. Tuy nhiên, ngoại trừ Phế Thái tử Dận Nhưng triều Khang Hi là vị Hoàng thái tử công khai duy nhất của triều đại này, nên sự so sánh vẫn không có gì chắc chắn.

## Nhân vật nổi tiếng

### Trung Quốc
1. Bạc Hoàng hậu - nguyên phối của Hán Cảnh Đế Lưu Khải. Vị Thái tử phi đầu tiên được ghi nhận rõ thân phận trong lịch sử Đông Á.
2. Trần A Kiều - nguyên phối của Hán Vũ Đế Lưu Triệt, được mẹ Quán Đào công chúa hứa hôn cho Lưu Triệt từ nhỏ.
3. Trưởng Tôn hoàng hậu - nguyên phối của Đường Thái Tông Lý Thế Dân. Được biết đến như một Hiền hậu một chuẩn mực.
4. Ý An Hoàng hậu Quách thị - nguyên phối của Đường Hiến Tông Lý Thuần. Sau khi lên ngôi, bà làm Quý phi để giới hạn quyền lực ngoại thích.
5. Thành Hiếu Chiêu Hoàng hậu - nguyên phối của Minh Nhân Tông Chu Cao Sí. Vị Hoàng thái hậu và Thái hoàng Thái hậu đầu tiên của nhà Minh.
6. Hồ Thiện Tường - nguyên phối của Minh Tuyên Tông Chu Chiêm Cơ.
7. Thái tử phi Qua Nhĩ Giai thị - nguyên phối của Phế Thái tử Dận Nhưng. Vị Thái tử phi duy nhất của nhà Thanh nhận chiếu sách lập.
8. Hiếu Thục Duệ Hoàng hậu - nguyên phối của Thanh Nhân Tông Gia Khánh Đế. Vị Thái tử phi cuối cùng của Trung Quốc.

### Hàn Quốc
1. Thuần Trinh Hiếu Hoàng hậu - kế phi của Triều Tiên Thuần Tông.
2. Thái tử phi Ý Mẫn - nguyên phối của Ý Mẫn Thái tử.

### Việt Nam
1. Văn Đức phu nhân - nguyên phối của Trần Anh Tông. Khi lên ngôi Anh Tông lập em gái bà làm Bảo Từ Hoàng hậu, còn bà chỉ được phong Phu nhân.